# Fort H
Fort H (ook remise H genoemd) is een onderdeel van de Vesting Muiden en is gebouwd tussen 1873 – 1877. Het was omgracht en had als doel om wapens en munitie in op te slaan. Het maakt deel uit van de Stelling van Amsterdam. In 1962 is naast het fort de Vechtbrug aan de A1 gebouwd. Daarbij is een deel van de gracht gedempt.
Tegenwoordig is het fort in gebruik als restaurant en jachthaven.